# Liste der Pfarren im Dekanat Graz-Land
Das Dekanat Graz-Land war ein Dekanat der römisch-katholischen Diözese Graz-Seckau.
Es umfasste 17 Pfarren.

## Pfarren mit Kirchengebäuden
| Ort                      | Pfarrverband                                                                                           | Patrozinium               | Kirchengebäude                       | Bild                                |
| ------------------------ | --- | ------------------------- | ------------------------------------ | ----------------------------------- |
| Allerheiligen bei Wildon | Heiligenkreuz am Waasen – Allerheiligen bei Wildon                                                     | Allerheiligen             | Pfarrkirche Allerheiligen bei Wildon | Pfarrkirche Allerheiligen           |
| Dobl                     | Dobl – Lieboch – Tobelbad                                                                              | Maria in Dorn             | Pfarrkirche Dobl                     |                                     |
| Fernitz                  | Fernitz – Kalsdorf                                                                                     | Maria Trost               | Wallfahrtskirche Maria Trost         | Pfarrkirche Fernitz                 |
| Hausmannstätten          | | Hlgst. Dreifaltigkeit     | Pfarrkirche Hausmannstätten          |                                     |
| Heiligenkreuz am Waasen  | Heiligenkreuz am Waasen – Allerheiligen bei Wildon                                                     | Hl. Kreuz                 | Pfarrkirche Heiligenkreuz am Waasen  | Pfarrkirche Heiligenkreuz           |
| Hitzendorf               | Hitzendorf – St. Bartholomä an der Lieboch (Dekanat Rein) – St. Oswald bei Plankenwarth (Dekanat Rein) | Mariä Himmelfahrt         | Pfarrkirche Hitzendorf               | Pfarrkirche Hitzendorf              |
| Kalsdorf                 | Fernitz – Kalsdorf                                                                                     | Hl. Paulus                | Pfarrkirche Kalsdorf bei Graz        | Pfarrkirche Kalsdorf – Innenansicht |
| Kirchbach in Steiermark  | St. Stefan im Rosental – Kirchbach                                                                     | Hl. Johannes der Täufer   | Pfarrkirche Kirchbach in Steiermark  | Pfarrkirche Kirchbach               |
| Lannach                  | | Hl. Franz von Assisi      | Pfarrkirche Lannach                  | Pfarrkirche Lannach                 |
| Laßnitzhöhe              | Nestelbach – Laßnitzhöhe – St. Marein bei Graz                                                         | Christi Geburt            | Pfarrkirche Laßnitzhöhe              | Pfarrkirche Laßnitzhöhe             |
| Lieboch                  | Dobl – Lieboch – Tobelbad                                                                              | Hl. Franz Xaver           | Pfarrkirche Lieboch                  | Pfarrkirche Lieboch                 |
| Nestelbach               | Nestelbach – Laßnitzhöhe – St. Marein bei Graz                                                         | Hl. Jakobus der Ältere    | Pfarrkirche Nestelbach bei Graz      | Pfarrkirche Nestelbach              |
| Premstätten              | Premstätten – Wundschuh                                                                                | Hl. Thomas                | Pfarrkirche Premstätten              | Pfarrkirche Unterpremstätten        |
| St. Marein bei Graz      | Nestelbach – Laßnitzhöhe – St. Marein bei Graz                                                         | Schmerzhafte Muttergottes | Pfarrkirche St. Marein bei Graz      | Pfarrkirche St. Marein              |
| Sankt Stefan im Rosental | St. Stefan im Rosental – Kirchbach                                                                     | Hl. Stefan                | Pfarrkirche St. Stefan im Rosental   | Pfarrkirche St. Stefan              |
| Tobelbad                 | Dobl – Lieboch – Tobelbad                                                                              | Unbefleckte Empfängnis    | Pfarrkirche Tobelbad                 | Pfarrkirche Tobelbad                |
| Wundschuh                | Premstätten – Wundschuh                                                                                | Hl. Nikolaus              | Pfarrkirche Wundschuh                | Pfarrkirche Wundschuh               |